# KMT-2016-BLG-1820L b
KMT-2016-BLG-1820 es un evento en el que la Korea Microlensing Telescope Network (KMTNet) descubrió un sistema binario de muy baja masa compuesto por una enana marrón y un planeta gigante masivo mediante microlente gravitacional.
Ambos están ubicados en la constelación de Sagitario, a unos 6.260 pársecs (20.400 años luz) del sistema solar, en direccional al bulbo galáctico.

## Descubrimiento y observaciones
KMT-2016-BLG-1820 fue identificado mediante microlente gravitacional en 2016 como parte de la Red de Telescopios de Microlente de Corea (KMTNet), una red de telescopios de 1,6 metros en Chile (Cerro Tololo), Sudáfrica (SAAO) y Australia (Siding Springs), y la detección utilizó observaciones de banda I y algunas imágenes de banda V para concluir y caracterizar el sistema binario. 
Es uno de los evetos con uno de los radios de Einstein más pequeños junto con KMT-2016-BLG-2142L. El evento KMT-2016-BLG-1820 mostró una amplificación de la luz causada por la alineación de la lente binaria con la estrella de fondo. La curva de luz mostró la estructura clásica de un evento binario, con una caída en forma de U y un pequeño pico antes de la anomalía principal.

## Características físicas
El objeto primario KMT-2016-BLG-1820L, con una masa determinada de 40 MJúpiter, es probablemente una enana marrón, y el objeto secundario 'b' tiene una masa de 4,5 MJúpiter y probablemente sea un gigante gaseoso.
Está clasificado como un sistema de muy baja masa (VLM por sus siglas en inglés).

## Características orbitales
Presentan una separación proyectada de 1,1 UA y completan una revolución alrededor del centro de masa en 5,57 años.El modelo sugiere que puede tener una órbita ligeramente excéntrica, aunque la naturaleza de la detección no permite medir con precisión los parámetros de la órbita.